# 中山成彬
中山 成彬（なかやま なりあき、1943年〈昭和18年〉6月7日 - ）は、日本の政治家、大蔵官僚。
衆議院議員（8期）、文部科学大臣（第5代・第6代）、国土交通大臣（第10代）、経済産業副大臣（第2次森改造内閣）、日本維新の会・次世代の党両院議員総会長兼代議士会長、希望の党最高顧問、同代表（第2代）を歴任。

## 来歴・人物
ラ・サール高等学校、東京大学法学部卒業後、大蔵省（当時）に入省。大臣官房企画官などを経て1982年に退官。翌1983年の第37回衆議院議員総選挙に旧宮崎2区から無所属で立候補したが落選。1986年の第38回衆議院議員総選挙で自民党公認で立候補し初当選。1993年の第40回衆議院議員総選挙で落選。1996年の第41回衆議院議員総選挙から選挙区が宮崎1区となり、この選挙で新進党の米沢隆（元民社党委員長）らを破り、政界に復帰した。その後衆議院商工、厚生労働の各委員長、経済産業副大臣などを務めた。

### 小泉政権
2004年の第2次小泉改造内閣にて文部科学大臣として初入閣し、日本原子力研究所と、もんじゅを運営していた核燃料サイクル開発機構を統合し独立行政法人日本原子力研究開発機構とする法案を成立させた。また、かつて慰安婦問題で調査を行い、南京事件は存在しないというレポートを出している。

### 麻生内閣
2008年9月24日に麻生内閣の国土交通大臣に就任するが、同月28日に辞任。原因は同月25日の「成田反対はゴネ得」、「日本は単一民族」、同月27日の「日教組を解体へ」の発言に対して度重なる抗議を受けたため。翌29日、『みのもんたの朝ズバッ!』に生出演し、自身の発言に対する批判に反論した。

### 引退撤回
2008年10月4日、次回の衆議院議員総選挙に立候補せず引退すると表明したが、10月16日、「やっぱり出る意思を固めた」とし、引退表明を撤回した。この出馬表明に対し、イメージダウンを嫌った自民党本部は門前払いした。自民党内から「日教組批判などを繰り返し、国交相を引責辞任した中山成彬の再出馬なんか認めたら、国民から神経を疑われる」と批判が相次いだ。党選対委員長の古賀誠と電話で話したが、立候補を拒否され、再出馬を断念した。

### 2009年衆院選

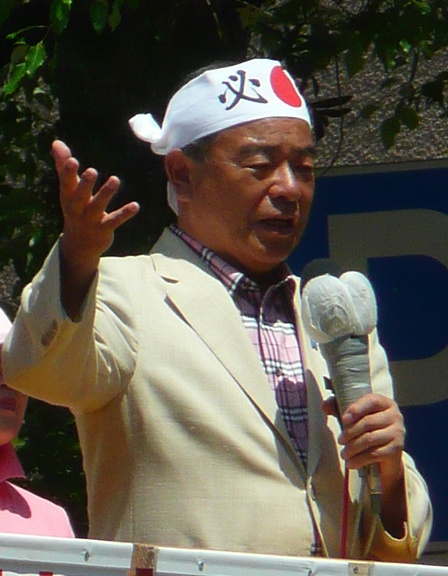
2009年8月25日、カリーノ宮崎にて第45回衆議院議員総選挙の演説を行う中山

自民党宮崎県連は、中山成彬の後任に元参議院議員・上杉光弘の出馬を内定した。しかし、中山は支部長を上杉に譲ることを拒否し、宮崎1区支部長職の交代は進展しなかった。
宮崎1区に自民の公認候補が存在しない選挙となり、自民支持層は分裂した。結果、民主などの推薦を受けた川村秀三郎が漁夫の利を得て当選した。落選後、中山は「あまりにもあっけない落選。申し訳ない。全国的な民主党ブームの中、県民の冷静な判断を求めたが。日教組教育が浸透するとこの国はダメになる。政治家としてこの国の行く末を見届ける。」と、今後も政治活動を続ける意向を示した。

### 自民党宮崎県連
2009年7月18日、自民党宮崎県連党紀委員会は、すでに県連として上杉光弘を公認申請していたにもかかわらず、党議に背き中山成彬を公認候補とするよう党本部に要請したとして、党県第1選挙区支部の久島時夫幹事長と大村嘉一郎副支部長を除名処分とした。
2009年9月12日、県連党紀委は国交相就任時の発言やその後の衆院選不出馬撤回など、一連の中山成彬の言動を「党の規律を乱す行為」とし、党本部に中山成彬を除名処分とするよう求めることを決定した。

### たちあがれ日本
2010年7月11日の第22回参議院議員通常選挙でも、自民党からの立候補を目指したが実現しなかった。2010年6月21日、たちあがれ日本公認で立候補することが決定した。自民党を離党(受理されず除名処分)した妻・恭子と共に、たちあがれ日本へ入党したが、第22回参議院議員通常選挙では落選。
2010年8月4日、自民党本部は、地方組織を混乱させ、「自民党の選挙対策に悪影響を及ぼした」とし、中山成彬を除名した。これにより、夫婦揃って自民党から除名されることとなった。

### 日本維新の会
2012年12月16日の第46回衆議院議員総選挙では、公示前にたちあがれ日本が太陽の党を経て、日本維新の会に合流したことにより宮崎1区に日本維新の会から出馬、選挙区では3位に終わったものの、比例九州ブロックで復活当選、国政へ復帰した。

### 次世代の党・日本のこころを大切にする党
2014年6月、石原慎太郎共同代表が維新を分党して新党を立ち上げる事を表明したのに伴って、妻・恭子と共に同党に参加する事を表明。8月1日次世代の党正式設立に参加し、結党大会では最高顧問に就任する石原や、党首に選ばれた平沼赳夫とともにあいさつした。同日同党両院議員総会長、代議士会長に就任。同年12月14日の第47回衆議院議員総選挙では、比例九州ブロックの比例単独１位で立候補したが、落選した。
2016年6月、第24回参議院議員通常選挙に比例区から出馬したが、7月10日の投開票の結果、落選。

### 希望の党
2017年の第48回衆議院議員総選挙では、妻・恭子と共に旧希望の党に参加。比例九州ブロックから同党の比例単独1位で出馬し当選した。2018年5月、希望の党分党に伴い新たに発足した希望の党の最高顧問に就任。2019年5月28日、辞任した松沢成文の後任として党代表に就任。
2021年10月6日、第49回衆議院議員総選挙には立候補せず、政界を引退する意向と報じられる。同月18日、中山が記者会見で引退を正式に表明し、代表を務める希望の党は同月1日にすでに解党していたことを明かした。
2023年秋の叙勲に於いて旭日大綬章を受章した。

## 政策・主張

### 皇室
- 女性宮家の創設に反対[32]。

### 経済
- アベノミクス及び消費税率10%への引き上げを1年半先送りした事を評価しており、消費税率を10%に引き上げる際に軽減税率を生活必需品などに導入すべきでないとしている。年金の給付水準が下がるのは、負担増が耐えられない為やむをえないとしている[33]。
- 原発は日本に必要としている[33]。

### 家族制度
- 選択的夫婦別姓制度導入について、反対の請願を国会に提出している[34]。一方、野田聖子による例外的に夫婦の別姓を実現させる会には賛同していた[35]。
- 同性婚制度導入に反対[36]。2015年4月には渋谷区パートナーシップ制度が成立したことを受け、「性的少数者への偏見は解消しなければならないが、同性婚を法的に認めることには反対だ」とツイッターに投稿した[37]。

### 国防
- 憲法9条の改正に賛成[33]。
- 集団的自衛権の行使に賛成[33]。
- 特定秘密保護法を必要としている[33]。
- 日本の核武装について、検討を始めるべきとしている[32]。
- 普天間飛行場の移設先については、沖縄県以外の日本国内が望ましいとしている[32]。

### 歴史認識
- 南京事件における大虐殺の発生を否定している。
- 2013年3月8日の衆議院予算委員会で質疑に立ち、慰安婦は日本政府による強制ではなく、逆に悪意ある集団を警察が取り締まっていたことを当時の朝日新聞の記事をもとに主張した[38]。また、「日本の留学生は、（同じ国に留学している）中国や韓国の留学生から『祖先はひどい目にあった』と責められ肩身が狭い思いをしている」と述べ、状況の改善を政府に求めた[38][39]。
- 首相の靖国神社参拝を問題ないとし、「村山談話」及び「河野談話」を見直すべきとしている[33]。
- 慰安婦問題では、「従軍慰安婦」の存在を否定する立場を取る[40]。日本維新の会が2013年11月に「歴史問題検証プロジェクト・チーム (PT)」を発足させると座長に就任した[41]。2014年4月18日には、PT座長として首相官邸を訪れ、河野談話の見直しを要求する署名約16万筆を官房長官の菅義偉に提出した。中山は「国民の声を届けた。『従軍慰安婦』は存在しなかったというのが事実だ。事実をしっかり知っている人に検証してもらいたい」と述べた[40]。

### 文教政策
- 小泉内閣の文部科学大臣当時、「ゆとり教育」学習指導要領による学力低下を認めるものの「生きる力」の「理念や目標には間違いがない」とし、また「その狙いが十分に達成されていないのではないか」と発言[42]、「ゆとり教育」の理念に理解を示した。
- 後述の「発言」に見られるように、日本教職員組合の存在と活動に否定的である。また、後述のように文科相時代に全国学力調査を提唱し、導入を推進した。現在の性教育やジェンダーフリー教育についても否定的である。「道徳」を小中学校の授業で教える事に賛成[33]。
- 「教育のガン」発言後の2008年12月10日に自民党の森山眞弓を会長とする「日本教職員組合問題究明議員連盟」が発足[43]すると、顧問の一人として就任した[44]。中山は、「一般国民の目が届かないところで一部過激な日教組の組合員が自虐教育、過激な性教育、行き過ぎたジェンダーフリー教育など信じられないような教育を行っている。かつて社会党議員であった者が今民主党内にもぐりこみ、民主党の教育政策の主導権を握り、道徳教育反対等の日教組の主張が色濃く反映している」と主張している[44]。

### 国土交通政策
- 「必要な道路は造っていかないといけない」「都会にも改良すべき道路はたくさんある」と述べ、地方の道路整備を進めると同時に首都圏でも道路の再整備を続ける方針を示している[45]。また、「公共事業の削減はもう限界。財政再建は必要だが、削減一辺倒という考えはやめてほしい」として公共事業への積極投資を示唆している[46]。

### その他
- ヘイトスピーチを法律で規制することに反対[33]。
- 受動喫煙防止を目的に飲食店等の建物内を原則禁煙とする健康増進法改正に賛成[47]。

## 発言

### 成田空港反対闘争
2008年（平成20年）9月25日、千葉県にある成田国際空港拡張工事への反対派による三里塚闘争を指して、「戦後教育が悪かったと思うが、公のためには、ある程度自分を犠牲にしてでもというのがなくて、自分さえよければという風潮の中で、なかなか空港拡張もできなかったのは大変残念だった。中国がうらやましい。」 と述べ、当時の千葉県知事である堂本暁子や、成田空港問題を抱える成田空港地域共生・共栄会議参加首長から抗議を受けた。この「ゴネ得」舌禍事件が、国土交通大臣辞任の最大の原因との指摘もある。

### 単一民族
訪日外国人旅行客の誘致策を問われた際、「日本はずいぶん内向きな、単一民族といいますか、世界とのあれがないものだから内向きになりがち。まず国を開くというか、日本人が心を開かなければならない」と発言した。この発言について、アイヌ民族団体の北海道ウタリ協会理事長の加藤忠より、抗議を受けた。この発言は、2008年6月に衆議院・参議院で全会一致で決議した「アイヌ民族を先住民族とすることを求める決議」を否定する内容であった。さらに「アイヌの人々が独自の宗教、文化を持った民族であることは認識している」と発言し、前述のように北海道ウタリ協会より抗議を受けた。なお、同日晩に『誤解を招く表現』として、前述の「ゴネ得」と「単一民族」発言について、撤回・陳謝した。

### 日教組
2008年9月、教育問題について、「（賄賂事件のあった）大分県の教育委員会の体たらくなんて日教組ですよ」「日教組の子供なんて成績が悪くても先生になる」「（日教組が強いから）大分県の学力は低い」と日本教職員組合を批判した。この発言に対し、日本教職員組合書記長から抗議文書が送られた。また、文科相時代に全国学力調査を提唱した理由も、自説を証明するためであり、証明が完了した以上調査の役割は終わったとも述べた。11月にはSAPIOに『何度でも言う。「日教組は教育のがんである」』と題するインタビュー記事が掲載される。
朝日新聞は13道府県を対象に、日教組の組織率と学力テストの点数が共に高かった例（秋田県）や、組織率と学力テストの点数が共に低かった例を挙げて、組織率と学力の相関関係はうかがえないとしている。また、文部科学省の銭谷真美事務次官は、「かつて一部地域で不適切な活動があり、是正指導をしたのは事実」と行過ぎた組合活動があったことを認めた上で、「組合の組織率が高くても低くても成績のよい県はある。（関連があると）一概には言えない」との省としての見解を示した。
これらの調査に対して産経新聞は、「日教組の強さを勝手に組織率に置き換えている」「日教組の組織率の高さと組合運動の強さが正比例しているわけではない。組織率が高くても、イデオロギー色が薄く互助組合のようなところもある」「日教組が強いとは、質の問題であり、イデオロギー色の強い活動をどれだけしていて、闘争的な組合員がどれだけ全体に影響を持っているかということであり、低学力地域には日教組が強い地域が多い」と反論した。
中山は、「授業を無視してストライキをするようなことが生徒の学力にいいはずがない。それに組織率と日教組の強さは等しくない。例えば秋田県は組織率は90%を超えるほど高いがゆるい活動で知られ、実際に学力テストの結果は良かった。逆に組織率は高くないながら過激な活動で知られる北海道や大阪は学力は低い」ちなみに、同誌の中で、文部大臣時代に全国の小中学校を視察したが大阪だけは日教組が阻止して実行できなかったと述べている。また日教組に対する批判について、「撤回はしない。わたしは日本の教育のガンは日教組だと思っている。ぶっ壊すために火の玉になる」「何とか（日教組を）解体しなければならない」と述べ、千葉県知事・ウタリ協会代表からの抗議申し入れには直接応対したものの、日教組に対してはこれを拒否した。日教組側は「非常に憤りを感じる」「直接本人に会って、真意を伺うとともに、改めて辞任を求めていきたい」とコメントした。
時の大阪府知事・橋下徹は中山の発言を「本質を突いている」と支持した。

### 民主党
2008年9月28日、国土交通大臣を辞任。在任期間は5日で、閣僚の在任期間としては戦後2番目の短命となった。辞任した後も中山は、9月29日朝のTBSテレビの番組『時事放談』の中で、「私の次の選挙は本当に危ないが、政治生命をかけてでも国民に訴える責任がある」とし、さらに野党の民主党についても「民主党政権が誕生すると、日本全国が大阪府みたいになる。職員組合とのなれ合いで財政破綻にひんしている」などと発言した。

### 国土交通大臣辞任
2008年10月8日、九州横断自動車道建設促進大会でのスピーチにて、一連の問題発言による国土交通大臣辞任について「自民党が（衆院選で）勝つため」に仕組んだ「自作自演のシナリオ」だったと説明した。その上で、同席した宮崎県知事の東国原英夫に対して「どうしても（衆院選に）出てもらわないと困る」と要請した。
東国原はこの要請に対し「あの場で言われても困惑する。考慮に値しない」と述べた上で、「唐突に公の場で依頼されたことに驚きと違和感を覚えた。いかがなものかと思う」と批判し、衆議院議員選挙に出馬しないことを同日改めて表明した（その後、東国原は2009年6月になっていったんは総選挙出馬の意向を示し、翌7月には撤回している）。

### 公民権運動
第二次世界大戦で日本は負けたが八紘一宇を掲げた、その結果としてアジアやアフリカの植民地が独立し、アメリカにもアフリカ系の人々がどんどん入って来るようになった、そして公民権運動が起き、ついにはバラク・オバマがアメリカ大統領になった。全て私達の先祖のおかげであり、歴史直視とはこういうこと。従軍慰安婦や南京事件などなかった、中韓のでっち上げ。我々（日本維新の会）が平和ボケの日本人を覚醒させる。安倍総理は靖国に公式参拝すべき”と主張した。

### 慰安婦
2013年6月7日の維新代議士会で、日本による慰安婦の募集に強制性があったとする韓国の主張について、「自分の子や近所の娘が連行されるのを黙って見ていたのか。そんなに朝鮮人は弱虫だったのか」「日本人をおとしめ、彼らの先祖もおとしめている。（応酬は）お互いにやめよう」と発言した。11月、朝日新聞が、「慰安婦だったと証言するインドネシアの女性」を記事にした。ただ、この女性たちは、「日本兵かは定かではないが、言語と顔つきがインドネシア人と違うことから、日本兵だと思った」と話している。これについて、「記事にするのは恥ずかしいような証言だ。どうしても日本を悪者にしたいらしい。」と意見を言った。

## 政治資金
- 2003年8月、私設秘書の給与（1996年12月から1998年2月までの計300万円）が、大手商社ニチメンの詐欺事件の被告が会長を務めていた電気機器製造会社「帝菱産業」により肩代わりされていたことが判明した[69]。
- 自民党宮崎1区支部が、2003年11月に世界基督教統一神霊協会関連団体の世界平和連合から100万円の政治献金を受け取っていた、と報じられた[70]。同支部は、「統一教会との関係は知らなかった。問題なら、返却することも検討する」としている[70]。中山は、2004年9月、宗教法人を所管する文科相に就任していた。地元事務所によれば、地元の会合に世界平和連合のメンバーも出席したことがあったとされ、献金については「問題だとは思わなかった」としている[71]。
- 村上ファンド元代表の村上世彰から150万円の献金を受けていた。中山の事務所は、「村上氏が被告になったからといって返還はしない」としている[72]。
- 自民党宮崎県第1選挙区支部が、国交省と旧日本道路公団が発注した鋼鉄製橋梁工事で談合したとして2005年に公正取引委員会から排除勧告を受けた2社（サノヤス・ヒシノ明昌〈現：サノヤスホールディングス〉、日本車輌製造）から、摘発後も計72万円の献金を受けていた[73]。

## 不祥事
- 2009年、第45回衆議院議員総選挙にて宮崎1区から立候補した。成彬は以前引退を表明していたことから、自由民主党宮崎県支部連合会は上杉光弘の擁立を決定しており、両者とも党本部の公認が得られぬまま激しい選挙戦が展開された。恭子は選挙対策総本部長に就任しサポートしたが成彬は落選し、さらに恭子の秘書2名が公職選挙法違反容疑で書類送検された[74][75]。
- 2012年の第46回衆議院議員総選挙において、中山の支援者が中山氏への投票や票のとりまとめを依頼、報酬として複数回にわたって現金計数万円を受け渡ししたとして書類送検された[76]。中山氏の後援会事務所は「後援会と直接関係のない支援者のことで、詳細はわからない」としている。

## 家族
元妻は大蔵省の同僚だった中山恭子。2022年、週刊新潮の取材に対し、成彬は離婚を認め、「離婚したのはだいぶ前でございましてね、彼女（恭子）に『宮崎に帰ろうよ』と言ったんですが、帰らないもんですから。『それじゃあ別れよう』となりまして……。それだけのことですよ」、「もう40年前にね、私は大蔵省を辞めて、政治家になろうと宮崎に帰ったんです。その時に『一緒に辞めて（政治活動を）やろうよ』と言ったんですけど、（恭子が）『私は（省に）残る』と言うのです。それなら、もう別れようという話にはなっていました。ですから、40年前から別居状態なのです」と答えた。
娘1人、息子2人。長男は中山隆介（財務官僚、内閣情報調査室室員）。

## 交友関係者
- 田母神俊雄

サイゾー2008年12月号で対談し、外交問題や歴史認識が一致意気投合したという。8月24日に中山の応援演説を行ったが、その場で広島市で毎年開催される広島平和記念式典を「慰霊祭は左翼運動。あそこに広島市民も県民もほとんどいない。被爆者も2世もいない。左翼ばかりだ。並んでいるのは全国から集まった左翼。一部政治勢力が日本弱体化を図っている」などと演説した。また自身の田母神俊雄後援会公式ホームページの「田母神ルーム」で広島の原爆慰霊祭についてのコメントで「平和学習と称して日教組の先生方に引率された小学生や中学生もいっぱい参列している」と中山の主張に似たコメントをしている。これらについては広島市と長崎市の被爆者団体から事実誤認などとして不快感を表明したほか、広島市原爆被害対策部の担当者も「事実誤認であり、コメントできない」とした。
また、田母神が出馬した2014年東京都知事選挙では石原慎太郎ら日本維新の会の一部議員とともに田母神支援を表明し、中山も応援演説を行った。

## 略歴
- 1943年6月7日 - 宮崎県小林市に生まれる
- 1959年 - 小林市立小林中学校卒業
- 1962年 - ラ・サール高等学校卒業
- 1966年 - 東京大学法学部卒業、大蔵省入省。同期に夫人の中山恭子、武藤敏郎、中島義雄、長野庬士、岡田康彦、塩田薫範、浅見敏彦（印刷局長）など。
- 1970年 - 大蔵省銀行局総務課企画係長[83]
- 1971年 - 東京都荏原税務署長
- 1975年 - 世界銀行（ワシントンD.C.）へ出向
- 1978年 - 大蔵省主計局主査（防衛担当）
- 1980年 - 大蔵省東海財務局理財部長（名古屋市）
- 1982年 - 大蔵省大臣官房企画官。その後大蔵省を退官し、政治活動に入る。
- 1983年12月 - 第37回衆議院議員総選挙に衆議院選旧宮崎2区より初出馬（551票差で落選）
- 1986年7月 - 第38回衆議院議員総選挙に初当選
- 1990年12月 - 文部政務次官に就任（-1991年11月5日）
- 1993年7月 - 第40回衆議院議員総選挙で落選
- 1996年10月 - 第41回衆議院議員総選挙で当選
- 2000年12月 - 通商産業総括政務次官に就任（-2001年1月5日）
- 2001年1月 - 経済産業副大臣に就任（-同年4月26日）
- 2003年9月 - 自民党副幹事長に就任
- 2004年9月 - 文部科学大臣に就任（第2次小泉改造内閣）
- 2006年10月 - 自民党政務調査会副会長に就任
- 2008年9月25日 - 国土交通大臣に就任（麻生内閣）28日、大臣辞任
- 2009年8月30日 - 第45回衆議院議員総選挙で落選（次点）
- 2010年6月21日 - たちあがれ日本に入党　8月4日、自民党より除名処分
- 2012年12月16日 - 第46回衆議院議員総選挙で当選（比例復活）
- 2014年12月14日 - 第47回衆議院議員総選挙で落選
- 2016年7月10日 - 第24回参議院議員通常選挙で落選
- 2017年10月22日 - 第48回衆議院議員総選挙で当選
- 2021年10月6日 - 第49回衆議院議員総選挙には立候補せず、任期限りで政界を引退する意向を明らかにした[84]。同月18日、中山が記者会見で引退を正式に表明し、代表を務める希望の党については同月1日に解党していたことを明かした[85]。
- 2021年11月 - 新しい歴史教科書をつくる会顧問に就任[86]。

## 選挙歴
| 当落 | 選挙                     | 執行日         | 年齢 | 選挙区              | 政党                       | 得票数     | 得票率 | 定数 | 得票順位 /候補者数 | 政党内比例順位 /政党当選者数 |
| ---- | ------------------------ | -------------- | ---- | ------------------- | -------------------------- | ---------- | ------ | ---- | ------------------ | ---------------------------- |
| 落   | 第37回衆議院議員総選挙   | 1983年12月18日 | 40   | 旧宮崎2区           | 無所属                     | 4万8480票  | 19.10% | 3    | 4/6                | /                            |
| 当   | 第38回衆議院議員総選挙   | 1986年07月06日 | 43   | 旧宮崎2区           | 自由民主党                 | 6万4866票  | 24.55% | 3    | 2/8                | /                            |
| 当   | 第39回衆議院議員総選挙   | 1990年02月18日 | 46   | 旧宮崎2区           | 自由民主党                 | 6万4921票  | 24.71% | 3    | 2/5                | /                            |
| 落   | 第40回衆議院議員総選挙   | 1993年07月18日 | 50   | 旧宮崎2区           | 自由民主党                 | 6万5310票  | 25.69% | 2    | 3/5                | /                            |
| 当   | 第41回衆議院議員総選挙   | 1996年10月20日 | 53   | 宮崎1区             | 自由民主党                 | 7万8145票  | 41.14% | 1    | 1/5                | /                            |
| 当   | 第42回衆議院議員総選挙   | 2000年06月25日 | 57   | 宮崎1区             | 自由民主党                 | 9万1472票  | 42.92% | 1    | 1/5                | /                            |
| 当   | 第43回衆議院議員総選挙   | 2003年11月09日 | 60   | 宮崎1区             | 自由民主党                 | 9万9969票  | 52.71% | 1    | 1/4                | /                            |
| 当   | 第44回衆議院議員総選挙   | 2005年09月11日 | 62   | 宮崎1区             | 自由民主党                 | 12万1355票 | 56.90% | 1    | 1/4                | /                            |
| 落   | 第45回衆議院議員総選挙   | 2009年08月30日 | 66   | 宮崎1区             | 無所属                     | 5万5114票  | 24.33% | 1    | 2/5                | /                            |
| 比当 | 第46回衆議院議員総選挙   | 2012年12月16日 | 69   | 比例九州（宮崎1区） | 日本維新の会               | 3万7198票  | 19.63% | 1    | 3/6                | 3/4                          |
| 落   | 第47回衆議院議員総選挙   | 2014年12月14日 | 71   | 比例九州            | 次世代の党                 |            |        | 21   | /                  | 1/0                          |
| 落   | 第24回参議院議員通常選挙 | 2016年07月10日 | 73   | 比例区              | 日本のこころを大切にする党 | 7万7884票  |        | 48   | /                  | 1/0                          |
| 当   | 第48回衆議院議員総選挙   | 2017年10月22日 | 74   | 比例九州            | 希望の党                   |            |        | 20   | /                  | 1/4                          |

## 所属団体・議員連盟
- 日本会議国会議員懇談会
- 清和政策研究会
- 日本教職員組合問題究明議員連盟（顧問）
- 教育再生・地方議員百人と市民の会（特別顧問）[87]
- 公共放送のあり方について考える議員の会
- 日本の前途と歴史教育を考える議員の会（会長）
- 国想う在野議員の会（会長）
- 日本維新の会「歴史問題検証プロジェクト・チーム（座長）
- 例外的に夫婦の別姓を実現させる会
- 朝日新聞を糺す国会議員の会（代表）

これらのうち、自民党の議員連盟からは2010年8月の除名により退会したものと考えられる。

## 関連書籍
- 伊藤玲子「中山成彬はなぜ日教組と戦うのか　〜まっとうな教育を回復せよ〜」ベストセラーズ、2008年12月 ISBN 978-4584131169